# 薄膜トランジスタ
薄膜トランジスタ（はくまくトランジスタ、thin film transistor、TFT）は、電界効果トランジスタ（field effect transistor、以下FET）の1種である。基本的に三端子素子（バックゲート端子 (B) が存在しない）である。主に液晶ディスプレイ (LCD) に応用されている。半導体活性層としてセレン化カドミウム (CdSe) を使ったTFTは固体撮像素子用として1949年に発表され、1973年にLCDの駆動が発表された。半導体としてケイ素 (Si) を用いるものには、アモルファス膜と多結晶膜とがあり、アモルファス膜は1979年に英国ダンディ大学で開発され、その後日本を中心にLCD用に活発に研究開発が進んだ。アモルファスSiと多結晶SiのTFTは、カラーTFT LCDとして広く応用されている。現在、最も多くのPCで使われている液晶で、携帯電話や携帯情報端末、携帯ゲーム機でも普及してきているが若干、高価である。

## 特徴と分類
ゲート電極の位置・層（レイヤー）の配置で、4種類に大別される。
- スタガード (staggered) 型
- インバーテッド・スタガード (inverted staggered) 型
- コープレーナー (coplanar) 型
- インバーテッド・コープレーナー (inverted coplanar) 型

スタガード型はドレイン電極とソース電極がチャネル層を挟んでゲート電極と反対側に配置されている。コープレーナー型はドレイン電極とソース電極がゲート電極とチャネル層の同じ側面に配置されている。インバーテッド型は別にボトムゲート型とも呼ばれ、ゲート電極がチャネル層の下側に配置されている。
通常の MOSFET と異なり、印加されたゲート電圧によって蓄積層 (accumulation layer) を形成してコンダクタンスを制御する。これは通常の MOSFET が反転層 (inversion layer) を形成してコンダクタンスを制御するのとは大きく異なる。すなわちn型のキャリアは電子、p型のキャリアはホールであることも特徴であり、同時にソース電極およびドレイン電極付近でpn接合を形成しない為、チャネル層の物質如何によってはpおよびn型両方の特徴を兼ね備えるアンバイポーラ (ambipolar) として機能する。
薄膜トランジスタの薄膜と言う呼称は、トランジスタを構成する半導体層やゲート絶縁膜、電極、保護絶縁膜などが真空蒸着やスパッタリング、プラズマを用いた化学気相成長（プラズマCVD）などで薄膜状にガラスあるいは石英製の基板に形成されることに由来する。なお、基板にプラスチックを使う研究開発もなされている。
反転層を形成しないため、スレッショルド（しきい値）電圧の意味が MOSFET のものと異なる（ MOSFET ではスレッショルド電圧は強反転層を形成し始めるゲート-ソース電圧を指すが薄膜トランジスタでは反転層形成自体が存在しない）が、基本的な公式や考え方は MOSFET のそれと変わらず、そのままコンセプトを応用できる。ただしバックゲート電極が存在しないため、基板バイアス効果によるしきい値電圧の変動は行えない。

## 種類とその特徴

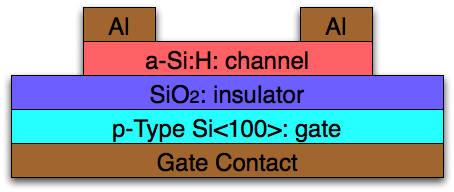
絶縁層にSiO2を用いたインバーテッド・スタガード型TFT

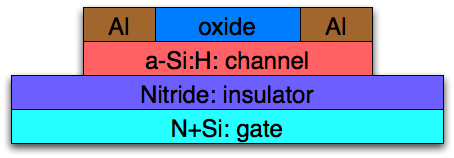
絶縁層に窒化膜を用いたインバーテッド・スタガード型TFT

現在広く使われているものはチャネル層に水素化アモルファスシリコン (a-Si:H: hydrogenated amorphous silicon) が使われているが、スレッショルド電圧が経過時間・ゲート電圧・温度により変化する不安定さが問題とされている。
これは
1. バンドギャップ内に存在する不安定ステート (metastable state)
2. 絶縁層内
3. 境界ステート (interface state) に堆積された電子による影響

の3種類に大別される。
基本的にゲート印加電圧が低い場合の主因は1、電圧が高い場合は2と考えられ、3は通常無視される。
一部のメーカーにおいては一定時間の電圧と加熱により、ゲート印加電圧によって励起され不安定となったvalence band connectionをdangling bond (defect) として安定させることによって対策している。
また、a-Si:H以外にもさまざまな材料を使って薄膜トランジスタが作成されている。特に、バンドギャップの広い酸化物半導体などを用いた透明薄膜トランジスタ (transparent thin film transistor) や、有機半導体を用いた有機薄膜トランジスタなどが盛んに研究されている．

## TFD液晶
薄膜ダイオード (thin film diode) を用いた液晶ディスプレイ。TFT液晶をベースにダイオードを用い、簡略化している。セイコーエプソンなどが生産していて、2001年～2004年にかけて三菱電機、NEC、CASIO、日立製作所、京セラ製の携帯電話のカラー液晶などに使われていた。TFT液晶よりも消費電力や生産コスト面での利点があったが、発色や輝度、コントラスト等が少し低く、TFT液晶の生産コストの低下とともに、使われなくなった。後期になると、CrystalFine液晶などと銘打って、コントラストや発色を改善したものも登場した。

## 表示装置以外で使用される薄膜トランジスタ
コンピュータX線撮影でX線撮像素子(フラットパネルディテクター:FPD)として使用される。